# Wildfire (Carol Vance Martin)
Wildfire il cui vero nome è Carol Vance Martin, è una supereroina immaginaria dell'Universo DC. Una delle prime eroine, le sue avventure furono originariamente pubblicate dalla Quality Comics durante quella che gli storici e i fan chiamano la Golden Age dei fumetti.

## Storia di pubblicazione
Wildfire comparve per la prima volta in Smash Comics dal n. 25 al n. 37, in avventure individuali illustrate da Jim Mooney. Lei, insieme ad altri supereroi della Quality Comics, fu acquisita dalla DC Comics dopo che la Quality fallì a metà degli anni cinquanta.
Wildfire fu originariamente creata per avere un ruolo di rilevanza nella serie All-Star Squadron, ma la DC obiettò sulle basi del suo nome in codice, che condivise con il membro della Legione dei Super-Eroi. Invece, al suo posto fu inserita nella serie l'incarnazione femminile di Firebrand.

## Biografia del personaggio
Carol Vance fu un'orfana in un'enorme foresta in fuoco, e fu salvata da un dio del fuoco che le diede il potere di creazione e controllo delle fiamme. Adottata dal facoltoso John Martin e dalla sua famiglia, la supereroina adolescente utilizzò i suoi poteri per combattere i criminali, i sabotatori e le minacce super naturali.
La sua sola comparsa fu nella miniserie The Golden Age, dello scrittore James Robinson e dell'artista Paul Smith. Nel n. 4 il personaggio maschile con vestiti femminili, Madame Fatal, comparve in un'illustrazione circondata dal Violinista, da Gambler, e da altri criminali in procinto di corteggiarla mentre altri eroi (Wildfire inclusa) stavano in disparte ridacchiando, evidentemente a conoscenza del vero sesso di Fatal.
Wildfire ispirò un altro personaggio di nome Wildfire nella miniserie JLA: Destiny.